# الأخصاص (الفيوم)
قرية الإخصاص هي إحدى القرى التابعة لمركز سنورس في محافظة الفيوم في جمهورية مصر العربية. حسب إحصاءات سنة 2006، بلغ إجمالي السكان في الإخصاص 6961 نسمة، منهم 3504 رجل و3457 امرأة.